# Max Fillusch
Max Fillusch (ur. 9 grudnia 1896, zm. 3 lutego 1965 w Hanowerze) – niemiecki polityk i działacz NSDAP, poseł do Reichstagu, nadburmistrz Zabrza w latach 1933–1945.

## Życiorys
Jako ochotnik brał udział w I wojnie światowej w trakcie, której został dwukrotnie ranny. W sierpniu 1918 został zwolniony ze służby wojskowej jako inwalida wojenny. Za służbę w tym okresie został odznaczony Żelaznym Krzyżem II Klasy, Krzyżem Zasługi Wojennej i Odznaką Za Rany. Następnie był uczestnikiem powstań śląskich po stronie niemieckiej.
W 1924 został wybrany do rady gminnej Biskupic. W 1925 wstąpił do NSDAP i był współorganizatorem pierwszego oddziału SA w Zabrzu. Prowadził sklep kolonialny i do 1933 obejmował różne lokalne stanowiska partyjne. W 1930 został wybrany po raz pierwszy do Reichstagu utrzymując mandat deputowanego we wszystkich kolejnych wyborach, aż do 1938. W latach 1927–1933 był także członkiem rady miejskiej Zabrza (wówczas Hindenburg). W 1933 po dojściu do władzy NSDAP, Max Fillsch jako zadłużony działacz partyjny zastąpił odsuniętego z funkcji nadburmistrza Zabrza socjaldemokratę Juliusa Franza i urząd nadburmistrza sprawował do 24 stycznia 1945. Do marca 1936 zajmował również stanowisku kreisleitera (szefa okręgu) NSDAP. W okresie swojego urzędowania znany był z pijaństwa i alkoholowych ekscesów, które jednak nie doprowadziły do usunięcia go ze stanowiska. 